# Pasajul de nord-vest

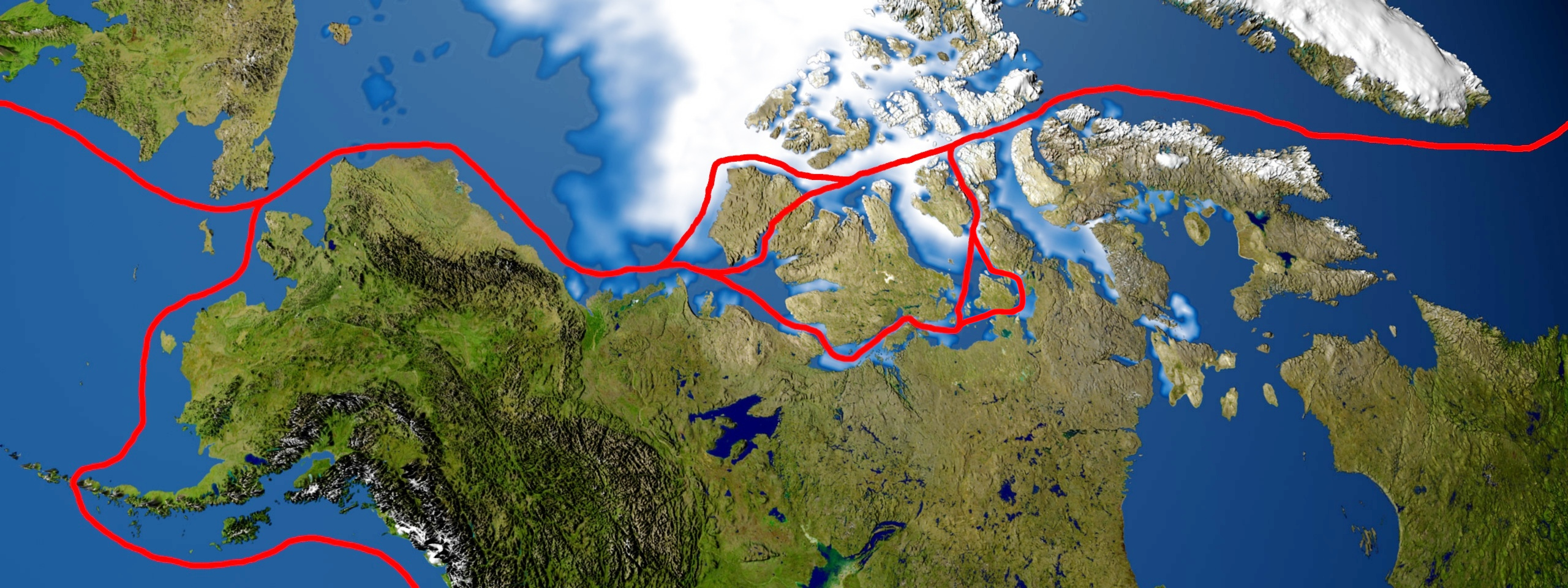
Pasajul de nord-vest

Pasajul de nord-vest este o cale maritimă ce are o lungime de circa 5.780 km trecând prin Oceanul Arctic, de-a lungul coastei nordice din America de Nord prin căile navigabile ale Arhipelagului Arctic Canadian și legând astfel Oceanul Atlantic cu Oceanul Pacific. Diferitele insule din arhipelag sunt separate una de alta și de Canada continentală prin o serie de căi maritime colective arctice cunoscute sub denumirea de Pasajele de nord-vest. Parlamentul Canadei a redenumit acestă cale navigabilă în „Pasajul de nord-vest canadian” prin moțiunea M-387 votată în unanimitate la 2 decembrie 2009.
De-a lungul secolelor exploratorii a căutat o rută de comerț prin nordul Americilor, aceasta fiind pentru prima dată străbătută de exploratorul norvegian Roald Amundsen în cadrul unei expediții (1903-1906) cu nava Gjøa, care avea un deplasament de doar 47 de tone și cu un echipaj format din doar șase oameni; expediția a reușit să parcurgă pasajul din Groenlanda până în Alaska. Până în anul 2009, banchizele arctice nu permiteau navigația maritimă în cea mai mare parte a anului. Schimbările climatice au făcut mai accesibilă navigația prin Pasajul de nord-vest. Contestarea suveranității lui prin revendicările asupra apelor pot complica transport maritim viitor prin regiune: Guvernul Canadei consideră Pasajul de nord-vest a fi parte a apelor teritoriale Canadiene, dar Statele Unite ale Americii și o mulțime de țări europene declară că pasajul este o strâmtoare internațională și un pasaj de tranzit, permițând circulația liberă.